# Stora Björntjärnen (Mora socken, Dalarna)
Stora Björntjärnen är en sjö i Mora kommun i Dalarna och ingår i Dalälvens huvudavrinningsområde. Sjöns area är 0,017 kvadratkilometer och den befinner sig 235 meter över havet.